# Луций Лукреций
Луций Лукреций (лат. Lucius Lucrecius; III век до н. э.) — римский политический деятель из плебейского рода Лукрециев, квестор 218 года до н. э. По данным Тита Ливия, когда к Италии приближалась карфагенская армия, Луций и его коллега Гай Фульвий находились в Лигурии; местные жители обманом схватили обоих и выдали Ганнибалу, чтобы продемонстрировать ему свои дружеские намерения. О дальнейшей судьбе квесторов ничего не известно